# Negundo nuttallii
Negundo nuttallii là một loài thực vật có hoa trong họ Bồ hòn. Loài này được (Nieuwl.) Rydb. mô tả khoa học đầu tiên năm 1913.